# Al-Mahani
Abu-Abdullah Muhammad ibn Īsa Māhānī was een 9e-eeuwse Perzisch wiskundige en astronoom, afkomstig uit Mahan (huidig Iran).
Tussen 853 en 866 deed Al-Mahani heel wat waarnemingen van maansverduisteringen, zonsverduisteringen en de bewegingen van de planeten ten opzichte van elkaar. De resultaten en aantekeningen werden later nog door vele andere astronomen gebruikt, maar zijn verloren gegaan.
Hij schreef enkele commenteren bij werken van onder andere Euclides en Archimedes, en hij verbeterde de Ishaq ibn Hunains vertaling van Bolmeetkunde van Menelaos van Alexandrië. Hij probeerde ook het probleem van Archimedes op te lossen; een bol verdelen in twee bolkappen, waarvan de verhouding van de volumes gegeven is. Dat probleem leidde tot de volgende derdegraadsvergelijking
{\displaystyle x^{3}+c^{2}b=cx^{2}},
die in de islamitische wereld soms de al-Mahani-vergelijking wordt genoemd.
'Abd al-Hamīd ibn Turk · 
Abd-al-Rahman Al Sufi · 
Abū al-Hasan ibn Alī al-Qalasādī · 
Abū Ishāq Ibrāhīm al-Zarqālī · 
Abū Kāmil Shujā ibn Aslam · 
Abu'l-Hasan al-Uqlidisi · 
Abul Wafa · 
Ahmed ibn Yusuf · 
Al-Biruni · 
Al-Chwarizmi · 
Al-Hajjāj ibn Yūsuf ibn Matar · 
Alhazen · 
Al-Jayyani · 
Al-Karaji · 
Al-Khazini · 
Al-Kindi · 
Al-Mahani · 
Al-Majrati · 
Al-Sijzi · 
Hunayn ibn Ishaq · 
Ibn al-Banna · 
Ibn Sahl · 
Ibn Tahir al-Baghdadi · 
Ibn Yahyā al-Maghribī al-Samaw'al · 
Ibrahim al-Fazari · 
Ibrahim ibn Sinan · 
Jabir ibn Aflah · 
Kushyar ibn Labban · 
Mohammed al-Fazari · 
Mohammed ibn Jābir al-Harrānī al-Battānī · 
Nasir al-Din al-Toesi · 
Sinan ibn Thabit · 
Thabit ibn Qurra · 
Ulug Bey · 
Yusuf al-Mu'taman ibn Hud